# Pala (regió)
Pala era una regió situada a la costa de la mar Negra, al nord-oest de l'Imperi Hitita, abraçant el Pont occidental clàssic al límit amb Bitínia.
Cap a l'any 1300 aC va ser integrada en el Regne vassall d'Hakpis, creat per Muwatallis II per oferir-lo a son germà Hattusilis III, i del que va formar part la zona occidental. Mursilis III la va separar d'aquest regne i la va incorporar als seus dominis, cosa que va ser un dels antecedents que va provocar la guerra civil on Mursilis va ser enderrocat per Hattusilis, rei d'Hakpis.